# Sarconesia proerna
Sarconesia proerna är en tvåvingeart som beskrevs av Walker 1849. Sarconesia proerna ingår i släktet Sarconesia och familjen spyflugor.
Artens utbredningsområde är Uruguay. Inga underarter finns listade i Catalogue of Life.